# Parafia wojskowa Bożego Miłosierdzia w Bielsku-Białej
Parafia wojskowa pw. Bożego Miłosierdzia w Bielsku-Białej – rzymskokatolicka parafia znajdująca się w dekanacie Inspektoratu Wsparcia Sił Zbrojnych Ordynariatu Polowego Wojska Polskiego (do roku 2012 parafia należała do Krakowskiego Dekanatu Wojskowego).
Parafia została erygowana 6 października 2008 roku. Mieści się przy ulicy Leszczyńska 29.

## Proboszczowie
Źródło:
- ks. ppłk Mariusz Tołwiński (2008–2014, budowniczy kościoła)
- ks. por. Marek Rycio (2014–2016)
- ks. ppłk Mariusz Antczak (2016–2020)
- ks. mjr Krzysztof Ziobro (2020–2022)
- ks. mjr Krzysztof Włosowicz (od 2022)